# Kikinda
Kikinda (izvirno srbsko Кикинда; madžarsko Nagykikinda; nemško Großkikinda; romunsko Chichinda Mare) je mesto v Srbiji in največje mesto v severnem Banatu v Vojvodini, ki je središče istoimenske občine in glavno mesto Severnobanatskega upravnega okraja.

## Demografija
V naselju živi 33901 polnoletni prebivalcev, pri čemer je njihova povprečna starost 39,6 let (38,2 pri moških in 40,9 pri ženskah). Naselje ima 14607 gospodinjstev, pri čemer je povprečno število članov na gospodinjstvo 2,86.
Glede na rezultate popisa iz leta 2002 je približno 75 odstotkov prebivalcev Kikinde Srbov, največja manjšina pa so Madžari.
|  |

| Demografija | Demografija     | Demografija     |
| Leto        | Št. prebivalcev | Št. prebivalcev |
| ----------- | --------------- | --------------- |
|             |                 |                 |
|             |                 |                 |
|             |                 |                 |
|             |                 |                 |
| 1948        | 28743           |                 |
| 1953        | 29635           |                 |
| 1961        | 34127           |                 |
| 1971        | 37691           |                 |
| 1981        | 41797           |                 |
| 1991        | 43051           | 42745           |
| 2002        | 42675           | 41935           |
|             |                 |                 |

| Etnična sestava po popisu iz leta 2002 | Etnična sestava po popisu iz leta 2002 | Etnična sestava po popisu iz leta 2002 | Etnična sestava po popisu iz leta 2002 | Etnična sestava po popisu iz leta 2002 |
| -------------------------------------- | -------------------------------------- | -------------------------------------- | -------------------------------------- | -------------------------------------- |
| Srbi                                   | Srbi                                   |                                        | 31.317                                 | 74,67%                                 |
| Madžari                                | Madžari                                |                                        | 5.290                                  | 12,61%                                 |
| Jugoslovani                            | Jugoslovani                            |                                        | 1.355                                  | 3,23%                                  |
| Romi                                   | Romi                                   |                                        | 841                                    | 2,00%                                  |
| Hrvati                                 | Hrvati                                 |                                        | 168                                    | 0,40%                                  |
| Črnogorci                              | Črnogorci                              |                                        | 130                                    | 0,31%                                  |
| Makedonci                              | Makedonci                              |                                        | 106                                    | 0,25%                                  |
| Romuni                                 | Romuni                                 |                                        | 102                                    | 0,24%                                  |
| Muslimani                              | Muslimani                              |                                        | 65                                     | 0,15%                                  |
| Nemci                                  | Nemci                                  |                                        | 52                                     | 0,12%                                  |
| Albanci                                | Albanci                                |                                        | 47                                     | 0,11%                                  |
| Slovaki                                | Slovaki                                |                                        | 42                                     | 0,10%                                  |
| Slovenci                               | Slovenci                               |                                        | 28                                     | 0,06%                                  |
| Rusi                                   | Rusi                                   |                                        | 18                                     | 0,04%                                  |
| Ukrajinci                              | Ukrajinci                              |                                        | 17                                     | 0,04%                                  |
| Rusini                                 | Rusini                                 |                                        | 14                                     | 0,03%                                  |
| Bolgari                                | Bolgari                                |                                        | 14                                     | 0,03%                                  |
| Čehi                                   | Čehi                                   |                                        | 13                                     | 0,03%                                  |
| Bunjevci                               | Bunjevci                               |                                        | 6                                      | 0,01%                                  |
| Bošnjaki                               | Bošnjaki                               |                                        | 1                                      | 0,00%                                  |
| Neznano                                | Neznano                                |                                        | 196                                    | 0,46%                                  |